# Aaron Ekblad
Aaron Ekblad (* 7. Februar 1996 in Belle River, Ontario) ist ein kanadischer Eishockeyspieler auf der Position des Verteidigers. Seit 2014 steht Ekblad bei den Florida Panthers in der National Hockey League unter Vertrag, die ihn im Draft gleichen Jahres an erster Gesamtposition ausgewählt hatten. Am Ende seiner ersten Profisaison wurde er mit der Calder Memorial Trophy als bester Rookie der Liga geehrt. Ferner gewann er mit dem Team in den Playoffs 2024 und 2025 den Stanley Cup.

## Karriere

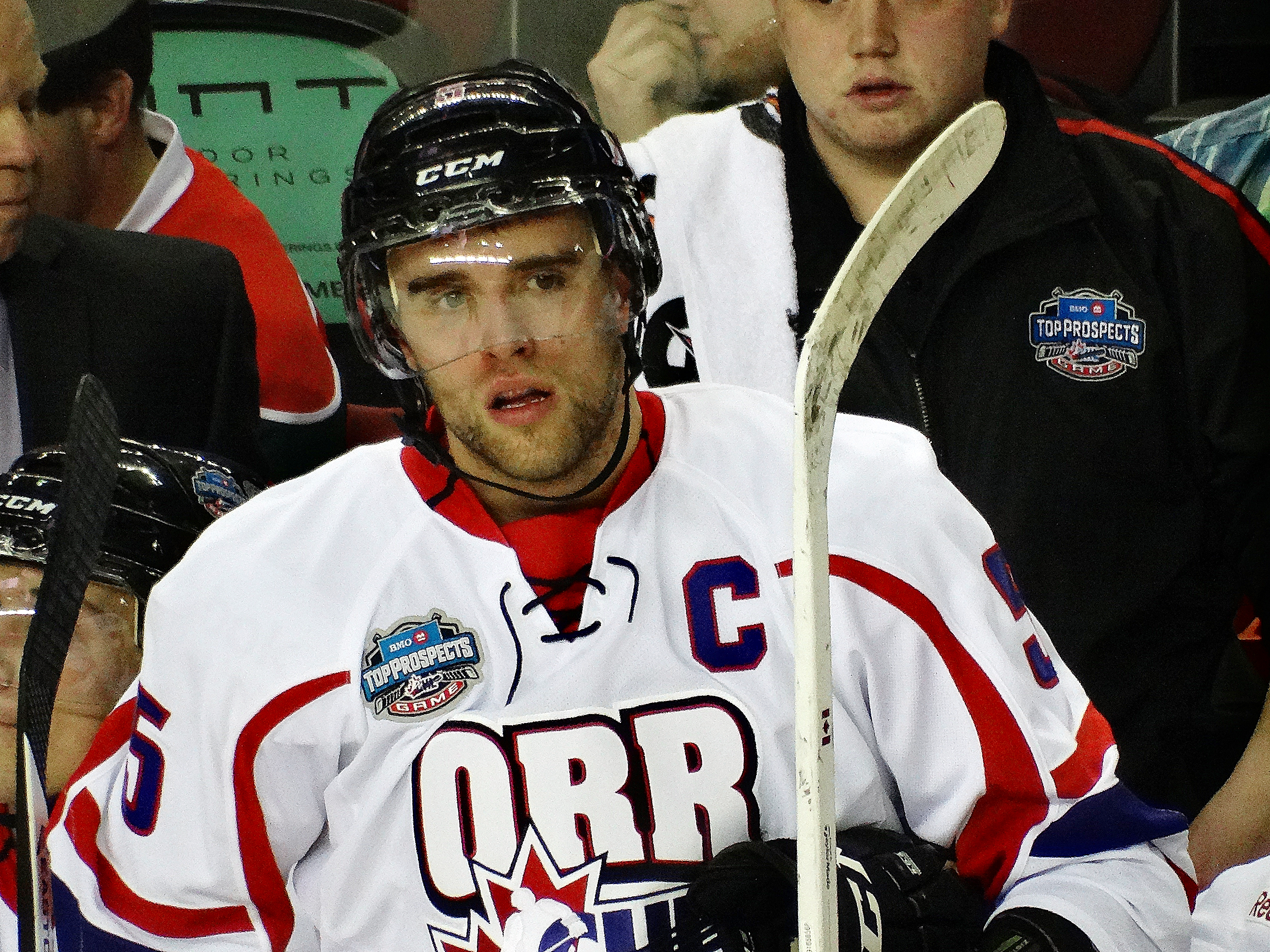
Ekblad beim CHL Top Prospects Game 2014

Ekblad begann seine Karriere in der Nähe seines Heimatorts in der Region Windsor bei den Sun County Panthers, wo er zahlreiche Altersstufen durchlief. Dabei spielte er für mehrere Jahre gemeinsam mit den Spielern des Jahrgangs 1995, die ein Jahr älter waren als Ekblad. Er konnte bereits früh auf sich aufmerksam machen, als er 2009 und 2010 zweimal in Folge von der Ontario Hockey Federation zum besten Verteidiger seiner jeweiligen Altersstufe in der Provinz Ontario gewählt wurde. Gleichzeitig führte er seine Mannschaft in beiden Jahren zum Titel der lokalen Liga. In der Saison 2010/11 erzielte er schließlich in der Midget-Liga 67 Scorerpunkte in 62 Spielen.
Im Februar 2011 beantragte Ekblad bei der Ontario Hockey League, der höchsten Juniorenliga Ontarios, eine Ausnahmeregelung, um bereits als 15-Jähriger zum Entry Draft der Liga zugelassen zu werden. Nach einer sechswöchigen Überprüfung durch Hockey Canada erhielt Ekblad am 31. März 2011 den Status als exceptional player und war damit der zweite Spieler nach John Tavares 2005, der diesen Status innerhalb der Canadian Hockey League erhielt. In der OHL Priority Selection 2011 wurde er daraufhin als Gesamterster von den Barrie Colts ausgewählt und erhielt den Jack Ferguson Award.
In der Saison 2011/12 absolvierte Ekblad als jüngster Spieler der Liga seine Rookiesaison in der OHL, die er mit 29 Punkten aus 63 Spielen als punktbester Verteidiger der Barrie Colts abschloss. Zudem gelang es ihm mit der Mannschaft, die die Vorsaison mit der schlechtesten Bilanz der Liga abgeschlossen hatte, auf dem zweiten Platz der Eastern Conference in der Play-offs einzuziehen. Dort erzielte Ekblad in 13 Spielen für die Colts fünf Punkte. Nach Abschluss der Saison wurde er mit dem Emms Family Award als Rookie des Jahres ausgezeichnet und war damit der vierte Verteidiger der Ligageschichte, der die Trophäe erhielt. Außerdem wurde er gemeinsam mit Olli Määttä ins First All-Rookie Team gewählt.
In der folgenden Saison fiel Ekblad aufgrund einer Verletzung für mehrere Spiele aus, verzeichnete aber dennoch die beste Plus/Minus-Bilanz der Colts und führte seine Mannschaft mit 34 Punkten aus 54 Spielen erneut in die Play-offs. Dort scheiterten die Colts erst in der Finalserie nach sieben Spielen an den London Knights. In den Play-offs führte Ekblad alle Verteidiger mit sieben Toren an und verzeichnete insgesamt 17 Scorerpunkte.
Anschließend wurde Aaron Ekblad nach dem Abgang von Ryan O’Connor zum Mannschaftskapitän der Colts ernannt. Im Januar 2014 führte er auch beim CHL Top Prospects Game die Mannschaft von Bobby Orr als Kapitän an und erzielte zwei Torvorlagen. In den Midterm Rankings der National Hockey League für den NHL Entry Draft 2014 wurde Ekblad auf dem dritten Platz aller nordamerikanischen Feldspieler geführt.
Im anschließenden Draft wählten ihn die Florida Panthers an erster Position aus, bei denen Ekblad noch im September 2014 einen auf drei Jahre befristeten Einstiegsvertrag unterschrieb. Direkt mit Beginn der Saison 2014/15 etablierte sich Ekblad im NHL-Aufgebot der Panthers und absolvierte 81 von 82 Spielen der regulären Saison. Im Anschluss wurde er mit der Calder Memorial Trophy als bester Rookie der Liga ausgezeichnet und ins NHL All-Rookie Team gewählt.
Im weiteren Verlauf wurde Ekblad zu einem der Führungsspieler bei den Panthers und übernahm bereits zur Saison 2016/17 die Funktion des Assistenzkapitäns. In der Spielzeit 2019/20 verzeichnete er mit 41 Scorerpunkten aus 67 Partien seinen bisherigen Karriere-Bestwert in der Offensive, den er in der Saison 2021/22 mit 57 Punkten in 61 Spielen noch einmal deutlich steigerte. In den Playoffs 2023 erreichte er mit den Panthers das Endspiel um den Stanley Cup, unterlag dort allerdings den Vegas Golden Knights mit 1:4. In den folgenden Playoffs 2024 zog er mit dem Team erneut ins Finale ein und errang mit einem 4:3-Erfolg über die Edmonton Oilers nun auch den ersten Stanley Cup der Franchise-Geschichte. Im März 2025 wurde Ekblad wegen Dopings für 20 Spiele gesperrt. In den Playoffs 2025 wiederum verteidigten sie den Titel durch einen weiteren 4:2-Sieg gegen die Oilers.

### International
Ekblad vertrat seine Heimatprovinz Ontario erstmals als 15-Jähriger bei der World U-17 Hockey Challenge 2012. Dort gewann er mit seiner Mannschaft die Bronzemedaille und schloss das Turnier als jüngster Spieler des Teams mit drei Punkten ab. In der folgenden Saison wurde er zum Kapitän der Auswahl ernannt und führte Ontario zum sechsten Platz. Mit sechs Punkten war er erneut punktbester Verteidiger seiner Mannschaft.
Beim Ivan Hlinka Memorial Tournament 2013 stand Ekblad im Aufgebot der kanadischen U18-Auswahl und wurde erneut zum Mannschaftskapitän ernannt. Im Spiel gegen Tschechien bereitete er drei Powerplay-Tore vor und erzielte im Turnierverlauf auch zwei Tore selbst. Kanada gewann schließlich durch einen 4:0-Sieg über die USA die Goldmedaille. Bei der U20-Junioren-Weltmeisterschaft 2014 war Ekblad im Alter von 17 Jahren der jüngste Verteidiger im kanadischen Kader und bildete eine Abwehrreihe gemeinsam mit Derrick Pouliot. Die Mannschaft erreichte schließlich den vierten Platz.
Im Seniorenbereich vertrat Ekblad die kanadische Nationalmannschaft bei der Weltmeisterschaft 2015 und gewann dort mit dem Team die Goldmedaille.

## Erfolge und Auszeichnungen
| - 2011 Jack Ferguson Award - 2012 OHL First All-Rookie Team - 2012 Emms Family Award - 2014 Max Kaminsky Trophy - 2014 OHL First All-Star Team - 2015 Teilnahme am NHL All-Star Game | - 2015 Calder Memorial Trophy - 2015 NHL All-Rookie Team - 2016 Teilnahme am NHL All-Star Game - 2024 Stanley-Cup-Gewinn mit den Florida Panthers - 2025 Stanley-Cup-Gewinn mit den Florida Panthers |

### International
- 2012 Bronzemedaille bei der World U-17 Hockey Challenge
- 2013 Goldmedaille beim Ivan Hlinka Memorial Tournament
- 2015 Goldmedaille bei der Weltmeisterschaft

## Karrierestatistik
Stand: Ende der Saison 2024/25

### International
| Vertrat Kanada bei: - World U-17 Hockey Challenge 2012 - World U-17 Hockey Challenge 2013 - Ivan Hlinka Memorial Tournament 2013 | - U20-Junioren-Weltmeisterschaft 2014 - Weltmeisterschaft 2015 - Weltmeisterschaft 2018 | Vertrat Team Nordamerika bei: - World Cup of Hockey 2016 |

(Legende zur Spielerstatistik: Sp oder GP = absolvierte Spiele; T oder G = erzielte Tore; V oder A = erzielte Assists; Pkt oder Pts = erzielte Scorerpunkte; SM oder PIM = erhaltene Strafminuten; +/− = Plus/Minus-Bilanz; PP = erzielte Überzahltore; SH = erzielte Unterzahltore; GW = erzielte Siegtore; 1 Play-downs/Relegation; Kursiv: Statistik nicht vollständig)

## Spielweise
Aaron Ekblad ist ein Zwei-Wege-Verteidiger. Er spielt durch seine Größe von 1,93 m ein physisches Spiel, gilt aber auch als beweglicher Spieler, der gut mit dem Puck umgehen kann. Zudem lobten Scouts seinen harten Schuss und seine präzisen Vorlagen. Gelegentlich wurde er bereits mit Chris Pronger verglichen. Seit seiner Rookiesaison in der OHL wird Ekblad sowohl im Powerplay als auch im Unterzahlspiel eingesetzt. Neben seinen All-Round-Fähigkeiten werden auch seine Führungsqualitäten auf und abseits des Eises hervorgehoben.